# Ecosan

Ecosan-Konzept mit Stoffstromtrennung, Behandlung und Wiedernutzung

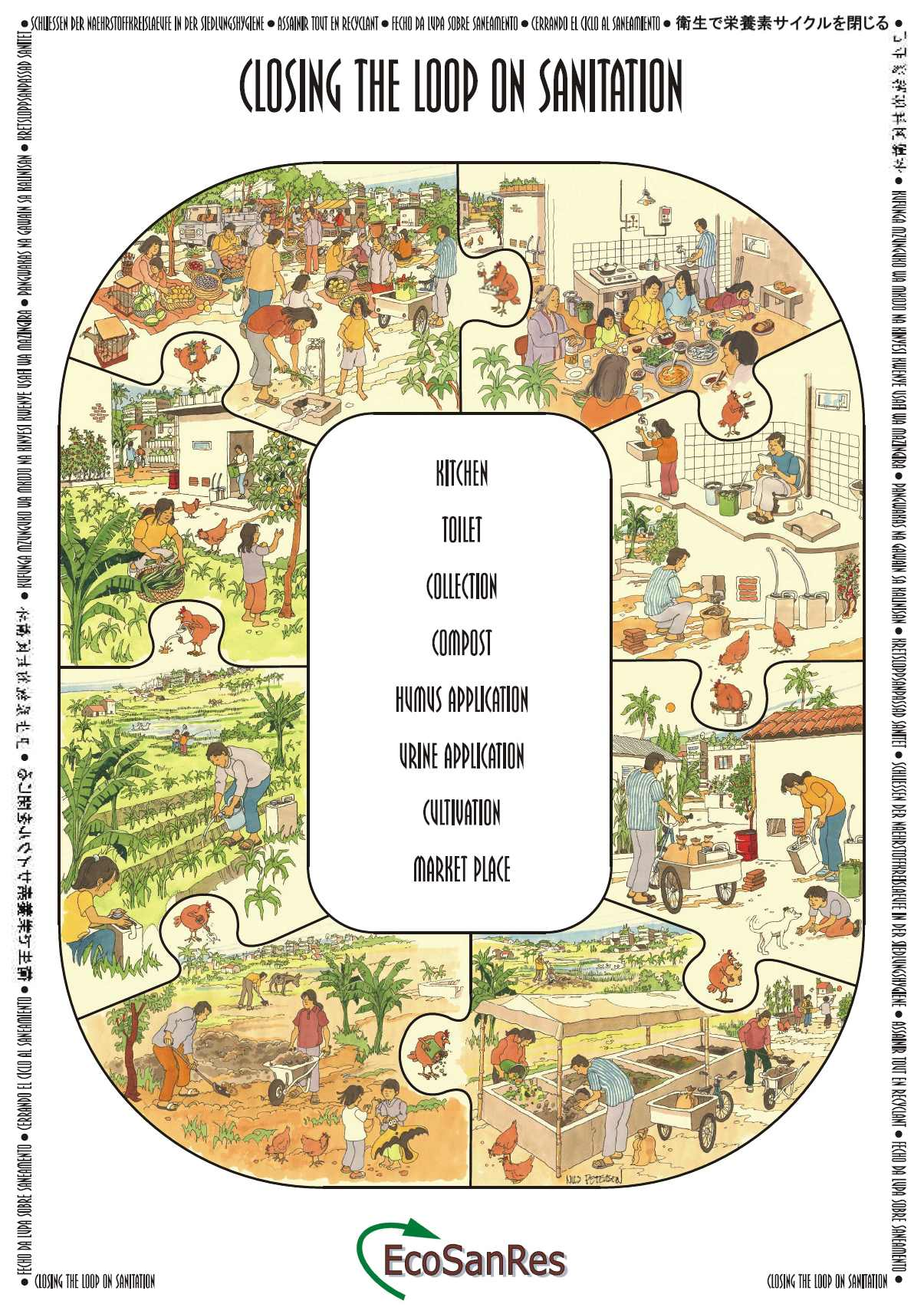
Kreisläufe schließen in der Sanitärversorgung (Poster von EcoSanRes Programm, 2005)

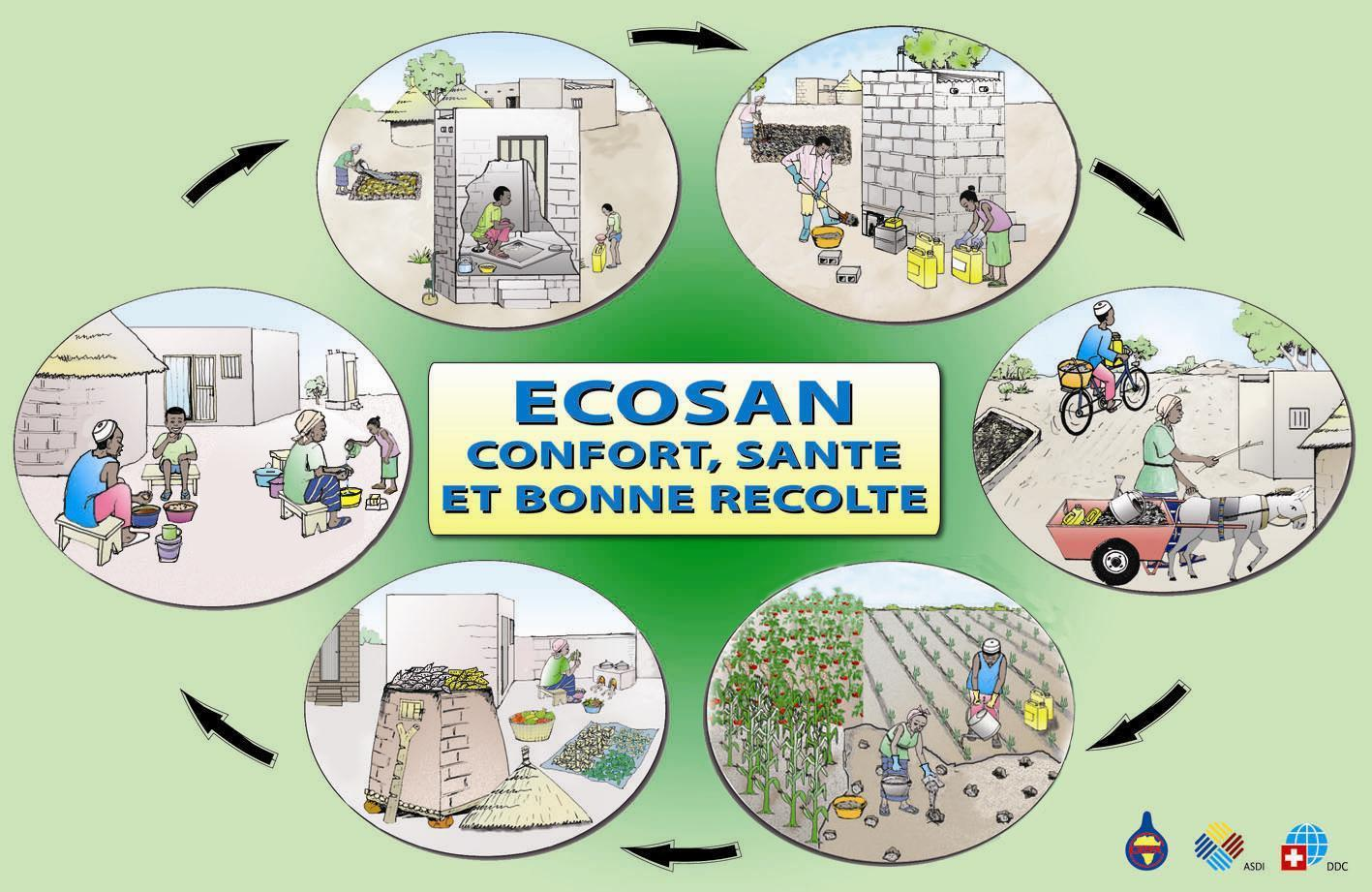
Kreisläufe schließen (auf Französisch), Poster der NRO CREPA in 2005 – Beispiel mit Urinseparationstoiletten

Unter dem englischen Begriff ecosan (abgeleitet von ecological sanitation) werden ökologische, kreislauforientierte Systeme zur Abwasserbewirtschaftung und Sanitärversorgung zusammengefasst. Es gibt einerseits auf dem Abwasser beruhende Verfahren Neuartiger Sanitärsysteme, andererseits abwasserfreie Verfahren, die in der internationalen Entwicklungszusammenarbeit hauptsächlich verwendet werden.
Die Einführung dieser Systeme bedeutet einen Paradigmenwechsel in der Siedlungswasserwirtschaft: Fäkalien und häusliches Abwasser werden als Wertstoffe betrachtet, welche wiedergewonnen (soweit nötig: aufbereitet) und verwertet werden können. Damit orientieren sich diese Systeme an einer Umsetzung einer Stoffstrom-orientierten Kreislaufwirtschaft. Sie bieten Alternativen zu konventionellen Systemen der Entsorgung von Abwasser. Ecosan-Systeme ermöglichen eine vollständige oder teilweise Rückführung der in Fäkalien, im Urin und im Grauwasser enthaltenen Nährstoffe als Düngemittel in die Landwirtschaft, einen sparsamen Umgang mit Wasser unter größtmöglicher Wiederverwendung, beispielsweise zur landwirtschaftlichen Bewässerung, und eine Rückgewinnung von Energie beispielsweise durch Anaerobtechnologie. Eine häufig vorteilhafte Stoffstromtrennung und -konzentration lässt sich beispielsweise durch Urinseparation oder die Trennung von Schwarz- und Grauwasser erreichen. Letztlich führt der Einsatz entsprechender Systeme wie z. B. Komposttoiletten, Pflanzenkläranlagen, Urinseparationstoiletten (auch Urin-Trenn-Trockentoiletten genannt) auch zu einer Minimierung der umwelthygienischen Belastung der Gewässer und damit zu einem Rückgang entsprechender wasserbedingter Erkrankungen.
Ein weiterreichendes Verständnis des ecosan-Konzepts berücksichtigt auch die Sammlung und Bewirtschaftung von Regenwasser, die Bereitstellung von Betriebswasser sowie die Behandlung und das Recycling fester Abfallstoffe, die Minimierung des Energiebedarfs für die Abfall- und Abwasserbehandlung und die Nutzung des in den festen und flüssigen Abfällen enthaltenen Energiepotentials (z. B. als Biogas). Es orientiert sich insofern an den Vorgaben einer nachhaltigen Entwicklung. Dieses Verständnis ist mittlerweile in der Fachwelt weitgehend anerkannt und wird derzeit schon in zahlreichen Projekten demonstriert. Ecosan ist beispielsweise seit fast 15 Jahren ein wichtiges Thema in Indien. Dort wurde 2004 das Innovative Ecological Sanitation Network India gegründet, das eine Serie von Pilot- und Demonstrationsprojekten implementiert hat und auch die Themenbereiche Wissensmanagement und Ausbildung aktiv unterstützt.